# Coiro (A Laracha)
San Xián de Coiro (o senzillament Coiro) és una parròquia situada al nord del municipi de Laracha, a la comarca de Bergantiños, La Corunya. Segons el padró municipal de 2023, tenia 444 habitants (224 homes i 220 dones) distribuïts en 24 entitats de població, la qual cosa representa una disminució respecte a l'any 1999 quan tenia 473 habitants.